# نادي الرستاق
نادي الرستاق الرياضي لكرة القدم هو أحد أندية سلطنة عمان، لعب النادي (2016) في دوري عمانتل للمحترفين لأول مرة في تاريخه، حيث فاز النادي بدوري الدرجة الثانية العماني عام 2014 م، وفاز بلقب الدرجة الأولى العماني عام 2016 م، كأس صاحب الجلالة السلطان هيثم بن طارق وصعد لدور ال16 عام 2016 م، وصعد لدور المحترفين للمرة الأولى في تاريخه عام 2016، وبعد نزوله للدرجة الأولى عام 2017، أخذ درع الدرجة الأولى عام 2017، وصعد للمرة الثانية لدوري عمانتل (المحترفين) في العام 2017
ويُعد نادي الرستاق هو أول نادي يدشن خطة إستراتيجية (2019-2030) لمدة عشر سنوات بعد اعتمادها من الجمعية العمومية بالنادي شملت جوانب عديدة (الرياضية، الثقافية، الاجتماعية، الإدارة المالية، البنية التحتية، الاستثمارات وغيرها الكثير) ويمكن الإطلاع على أخبار وتفاصيل النادي على @alrustaqclub .

## اللقب
يعرف نادي الرستاق في الشارع الرياضي العماني بلقب عنابي الجبل، ويعود هذا اللقب نسبة للجبال التي تحيط بولاية الرستاق وللون العنابي الذي يتخذه النادي كلون أساسي للفريق.

## الوصول لنهائي كأس السلطان
تمكن نادي الرستاق من الوصول لنهائي كأس السلطان للمرة الأولى في تاريخه وذلك في الموسم الكروي 2021/22 بينما حصل على المركز السابع في جدول ترتيب الدوري العماني من نفس الموسم، هذا الإنجاز يعد الأول منذ تأسيس نادي الرستاق قبل 35 عام.

### دور ال32
في يوم الجمعة بتاريخ 19 نوفمبر من عام 2021 استضاف نادي الرستاق على ملعبه مجمع الرستاق الرياضي نادي قريات القادم من دوري الدرجة الأولى العماني وذلك في دور ال32 من المسابقة بقيادة الحكم العماني سعيد المزيني، وتمكن الرستاق من التغلب على ضيفه بنتيجة 3-2، حيث أفتتح نادي الرستاق التهديف في الدقيقة الخامسة عن طريق الكابتن أحمد الغافري، وفي الدقيقة 27 أضاف شقيقه لاعب المنتخب العماني محمد الغافري الهدف الثاني لنادي الرستاق، وبعدها بثلاث دقائق تمكن أحمد العدوي من تسجيل الهدف الثالث لنادي الرستاق لينتهي الشوط الأول بثلاثية نظيفة لعنابي الجبل، وقبل نهاية الشوط الأول بخمس دقائق تمكن نادي قريات من تقليص الفارق عن طريق لاعبه محمد المحيجري وفي الدقيقة الرابعة من الوقت بدل الضائع تمكن لاعب نادي قريات محمد فادي من تسجيل الهدف الثاني، لتنتهي المباراة بفوز نادي الرستاق بنتيجة 3-2.

### دور ال16
قرعة دور ثمن النهائي اوقعت نادي الرستاق بمقابلة نادي المصنعة في ديربي الباطنة الخالص، في يوم الخميس بتاريخ 30 ديسمبر من عام 2021 بدأت أحداث الديربي وذلك على مجمع الرستاق الرياضي حيث تمكن نادي المصنعة من تسجيل الهدف الأول عن طريق لاعبه حمود السعدي وبعدها بعشر دقائق تمكن لاعب نادي الرستاق، المنتخب العماني محمد الغافري من تسجيل هدف التعادل في الدقيقة 32 لينتهي شوطي المباراة بنتيجة التعادل، وفي الدقيقة 98 من الشوط الإضافي الاول تم طرد لاعب نادي المصنعة ارسيني لوكو وبعدها بخمس دقائق فقط تم طرد زميله حمود السعدي ليلعب نادي المصنعة ب9 لاعبي حتى نهاية الشوط الإضافي الثاني، لتذهب المباراة لركلات الترجيح والتي تمكن فيها نادي الرستاقمن الفوز بنتيجة 6-5.

### دور ربع النهائي
اعلنت القرعة عن تقابل نادي الرستاق مع نادي نزوى.

#### الذهاب
في يوم الخميس 20 يناير 2022 تقابل نادي الرستاق مع نادي نزوى في مجمع نزوى الرياضي بقيادة صافرة الحكم محمود المجرفي، حيث انتهى الشوط الاول بنتيجة 0-0، وفي الشوط الثاني سجل نادي الرستاق هدفه الأول عن طريق محمد الغافري في الدقيقة الأولى، قبل أن يتمكن عبد الرحمن الغساني من تسجيل الهدف الثاني في الدقيقة 76 لتنتهي المباراة بفوز الرستاق بنتيجة 2-0.

#### الإياب
بعد شهر من مباراة الذهاب، استضاف نادي الرستاق ضيف نادي نزوى على مجمع الرستاق الرياضي حيث تمكن عبد الرحمن الغساني من افتتاح التسجيل لنادي الرستاق في الدقيقة 55 من الشوط الثاني، قبل ان يتمكن لاعب نادي نزوى معتز البلوشي بعدها بدقيقتين من تسجيل هدف التعادل، لتنتهي المباراة بنتيجة التعادل ويتأهل نادي الرستاق بأفضلية الفوز في الذهاب.

### نصف النهائي
في نصف النهائي تقابل نادي الرستاق ضد نادي ظفار ليتأهل نادي الرستاق بمجموع المباراتين بنتيجة 3-2 .

#### الذهاب
في يوم الاحد 22 فبراير 2022 استضاف نادي ظفار ضيفه نادي الرستاق على ارضية استاد السعادة، في الدقيقة الأولى من شوط المباراة الثاني تمكن عمر المالكي من تسجيل الهدف الاول لنادي ظفار برأسية جميلة، وفي الدقيقة 54 سجل نفس اللاعب الهدف الثاني لنادي ظفار عن طريق ركلة جزاء، وفي الدقيقة 81 سجل عبد الرحمن الغساني هدف التقليص لتنتهي المباراة بنتيجة 2-1 لظفار.

#### الإياب
في حضور تاريخي، حشد نادي الرستاق كافة جماهيره للقاء نادي ظفار، عنابي الجبل استطاع تسجيل الهدف الاول في الدقيقة 77 عن طريق ظهيره الطائر عبس الهشامي، وبعدها ب4 دقائق فقط وجد عبد الرحمن الغساني نفسه منفرداً بحارس نادي ظفار داوود الكحالي ليسجل هدف الرستاق الثاني والذي أهله لنهائي الكأس.

### النهائي
في حدث تاريخي وسط حضور أكثر من 35 الف متفرج من جماهير الفريقين، تقابل نادي الرستاق ونادي السيب على أرضية مجمع السلطان قابوس الرياضي في يوم الخميس 17 مارس من عام 2022 على بطولة الكأس الغالية، شوط أول كان متكافئ بين الفريقين لينتهي بنتيجة التعادل 0-0، في الشوط الثاني عاد الحماس وبين شد وجذب وقبل نهاية اللقاء بثلاث دقائق وبينما الجميع كان يتوقع الذهاب لأشواط اضافية هجمة مرتدة بقيادة عبد العزيز المقبالي يمررها لزميله محسن الغساني ليسدد كرة صاروخية يعلن فيها تقدم نادي السيب بالهدف الأول، بعدها بدقيقتين تحصل لاعب نادي الرستاق عبس الهشامي على بطاقة حمراء، وفي الدقيقة الأخيرة من الوقت بدل الضائع سجل نادي السيب الهدف الثاني عن طريق أمجد الحارثي ليعلن حكم اللقاء أحمد الكاف نهاية المباراة بفوز نادي السيب وتتويجه ببطولة كأس السلطان.

## الشعار

### الشعار القديم (1986-2020)
شعار نادي الرستاق القديم عبارة عن درع مسنن في منتصفه دائرة تحتوي على صورة لقلعة وفي الاعلى شعلة الاولمبياد وعلى الجانبين نخيل خضراء وفي الاسفل اسم النادي وسنة التأسيس، حيث تم استخدام هذا الشعار على مدى 34 عام.

### الشعار الحديث (2020-حتى الآن)
أعلن نادي الرستاق عبر حساباته على وسائل التواصل الاجتماعي عن تغيير شعاره بتاريخ 5 أكتوبر 2020 ، حيث حوى الشعار الجديد البساطة والحداثة في تصميمه الذي يعبر عن قلعة الرستاق وحصن الحزم أحد المباني التراثية في الولاية وتم تشكيل حرف R (أول حرف من أسم النادي) على شكل جبال، حيث نال الشعار على إعجاب مشجعي النادي ومتابعي الدوري العماني.

## تشكيلة الفريق
تشكيلة لاعبي نادي الرستاق لموسم ٢٠٢٢/٢٠٢٣ 

ملاحظة: تشير الأعلام إلى المنتخب الوطني على النحو المحدد في قواعد الأهلية للفيفا. قد يحمل اللاعبون أكثر من جنسية واحدة غير تابعة للفيفا.
| الرقم | البلد           | المركز | اللاعب              |
| ----- | --------------- | ------ | ------------------- |
| 1     | سلطنة عمان      | حارس   | بلال البلوشي        |
| 3     | سلطنة عمان      | مدافع  | خليفة الجماحي       |
| 4     | سلطنة عمان      | وسط    | ياسين الشيادي       |
| 5     | سلطنة عمان      | مدافع  | سامح الحمراشدي      |
| 6     | سلطنة عمان      | مدافع  | عمران الحيدي        |
| 7     | سلطنة عمان      | وسط    | أحمد الغافري        |
| 8     | باراغواي        | وسط    | جيسوس دانيال كولمان |
| 9     | سلطنة عمان      | مهاجم  | محمد الغافري        |
| 10    | جمهورية الكونغو | وسط    | بيرسي لانغا         |
| 11    | سلطنة عمان      | مدافع  | محمود الشقصي        |
| 12    | سلطنة عمان      | مهاجم  | محمد الحراصي        |
| 14    | سلطنة عمان      | وسط    | ابراهيم الحراصي     |
| 15    | سلطنة عمان      | مدافع  | مهند الحراصي        |
| 17    | سلطنة عمان      | وسط    | خليل العلوي         |
| 19    | سلطنة عمان      | مهاجم  | أحمد العدوي         |
| 22    | سلطنة عمان      | وسط    | منتصر الزدجالي      |
| 23    | سلطنة عمان      | مدافع  | قصي المعمري         |
| 24    | الكاميرون       | مدافع  | جونيور نجيدي        |
| 30    | البرازيل        | مدافع  | ماثيوس فرنانديز     |
| 70    | سلطنة عمان      | وسط    | فيصل البلوشي        |
| 71    | سلطنة عمان      | وسط    | مصعب المعمري        |
| 90    | سلطنة عمان      | مهاجم  | عبدالرحمن الغساني   |